# أثمان أبيض
الأثمان الأبيض أو حُرَيْشة (الاسم العلمي: Ipomoea alba)، نوع من جنس الأثمان وفصيلة المحمودية. وموطنه في المناطق الاستوائية وشبه الاستوائية في العالم الجديد ، من شمال الأرجنتين إلى الشمال إلى المكسيك وفلوريدا.